# Batrachorhina vadoni
Batrachorhina vadoni là một loài bọ cánh cứng trong họ Cerambycidae.